# Louise Kugler
Charlotte Louise Kugler, (auch Luise Kugler), (* 10. Oktober 1811 in Stettin; † 6. September 1884 in Bremen) war eine deutsche Malerin.

## Biografie
Kugler war die Tochter des Stettiner Kaufmanns, Stadtrats und Konsuls Johann Georg Emmanuel Kugler (1777–1843) und der Predigertochter Sophie Dorothea Eleonora, geb. Sternberg (1781–1854). Der Kunsthistoriker und Schriftsteller Franz Kugler (1808–1858) und Adolph Julius Kugler (* 1804) waren ihre Brüder. Das gastfreundliche Elternhaus war künstlerisch vielseitig orientiert.

Sie und ihr Bruder Franz erhielten in Stettin Kunstunterricht. Beide zogen nach Berlin. Hier wurde sie Schülerin von Carl Joseph Begas, der Professor der Preußischen Akademie der Künste war. Sie erlernte vor allem das Porträtieren, später wandte sie sich den Illustrationen und der Blumenmalerei zu. Ab 1843 wohnte sie mit ihrer Mutter in Berlin in der Nähe ihres Bruders, der inzwischen Professor geworden war. In dieser Zeit entstand ein Porträtalbum. 1847 entstand der Morgenländische Mythus, 15 Blätter mit Gedichten und Illustrationen, die in den Besitz der Großherzogin von Mecklenburg kamen.
1849 zog sie mit ihrer Mutter nach Bremen. Sie war dann bis 1863 als Hausdame beim Kaufmann Adolf Meyer tätig. Danach zog sie zu Verwandten nach München, kehrte aber im selben Jahr wieder nach Bremen zurück. Das Spruchbuch ohne Illustrationen von 1863 wurde fünf Mal aufgelegt.
1866 erschien das schon in Berlin konzipierte Album Regen und Sonnenschein und 1872 das Werk Die vier Jahreszeiten. In Bremen war sie mit der Malerin Amalie Murtfeldt eng befreundet. Im Focke-Museum befindet sich ein Porträt von ihr.